# Station classée de tourisme
Station classée de tourisme est un classement français octroyé à une commune qui a été reconnue par décret comme satisfaisant les critères des textes législatifs, et qui, en conséquence, a reçu la dénomination officielle de « station classée de tourisme ».

## Définition
Pour rappel, deux niveaux de classement sont prévus pour les communes qui développent d’une politique touristique sur leur territoire. Le premier niveau se matérialise par l’obtention de la dénomination en « commune touristique » régie par les articles L.133-11 et L.133-12 du code du tourisme. Au 15 mai 2021, 934 communes touristiques étaient recensées.
Le second niveau, dont il est question dans cet article, plus élevé que le premier, se matérialise par le classement en « station classée de tourisme » tel que défini par les articles L.133-13 à L.133-16 du code du tourisme.
Ce classement est l’acte par lequel, les pouvoirs publics reconnaissent les efforts accomplis par une collectivité pour structurer une offre touristique adaptée et un accueil d’excellence. Ce classement, attribué par décret pour une durée de 12 ans, suppose le respect d’une grille de critères exigeants. En juin 2019, la 400e station de tourisme a ainsi été classée.
A l’initiative du Conseil interministériel du tourisme, une nouvelle grille fixant les critères de classement a été élaborée : elle vise à moderniser le dispositif en supprimant des critères et des distinctions obsolètes et en prenant mieux en compte les innovations et les nouveaux besoins des touristes, notamment en matière de nouvelles technologies et d’offre d’activités. Cette nouvelle réglementation est entrée en vigueur le 1er juillet 2019.

## Communes concernées
Au 15 mai 2021, 459 communes françaises de métropole possèdent cette dénomination de « station classée de tourisme ».

## Pour approfondir